# Кемпбелл Бест
Кемпбелл Бест (англ. Campbell Best, нар. 12 березня 1986) — футболіст Островів Кука, який грав на позиції нападника у клубах Островів Кука та збірній Островів Кука з футболу.

## Клубна кар'єра
Кемпбелл Бест розпочав виступи на футбольних полях у клубі Островів Кука «Тупапа Мараеренга» у 2011 році, кілька разів у складі команди ставав чемпіоном Островів Кука. На початку 2017 року перейшов до складу клубу «Пуаїкура», у складі якого завешив виступи на футбольних полях у 2019 році.

## Виступи за збірну
у 2011 році Кемпбелл Бест дебютував у складі збірної Островів Кука з футболу. У складі збірної футболіст брав участь у відбіркових турнірів до чемпіонатів світу 2014 року та 2018 року. У складі збірної грав до 2015 року, зіграв у складі збірної 11 матчів, у яких відзначився 3 забитими м'ячами.